# Thomas Castaignède
Pour les articles homonymes, voir Castaignède.

a Compétitions nationales et continentales officielles uniquement.

b Matchs officiels uniquement.
Dernière mise à jour le 23 février 2012.
Thomas Castaignède, né le 21 janvier 1975 à Mont-de-Marsan, est un joueur international français de Rugby à XV, évoluant au plus haut niveau à partir de 1993 et professionnel jusqu'en 2007. Il évoluait principalement au poste de demi d'ouverture au début de sa carrière puis a glissé à l'arrière mais il pouvait également jouer en tant que trois-quarts centre. Il a notamment évolué au Stade toulousain, au Castres olympique et aux Saracens en Angleterre. Il a été surnommé au début de sa carrière le Petit Boni en référence à André Boniface. Comme Didier Codorniou, il a été surnommé le Petit Prince.
Avec Toulouse il remporte le Championnat de France à quatre reprises (en 1994, 1995, 1996 et 1997) et fait partie de la première équipe championne d'Europe en 1996.
Avec l'équipe de France, il remporte trois fois le Tournoi des Cinq ou Six Nations, dont deux Grand Chelem (GC), en 1997 (GC), 1998 (GC) et 2006.
Bien que portant le même patronyme, il n'a aucun lien de parenté connu avec Stéphane Castaignède.

## Biographie
Thomas Castaignède naît le 21 janvier 1975 à Mont-de-Marsan.
Il possède un diplôme d'ingénieur de l'INSA Toulouse.

### Carrière
Lancé en équipe première du Stade toulousain dès ses dix-neuf ans en 1994, il participe en tant que remplaçant à la finale du championnat de France face à Montferrand et gagne ainsi le premier des quatre titres consécutifs qu'il remportera avec le « club de son cœur ».
En 1994, il participe à la tournée des Barbarians français en Australie. Le 26 juin 1994, il est titulaire au centre contre l'Université de Sydney en Australie. Il est remplacé en cours de jeu par Serge Blanco. Les Baa-Baas s'imposent 36 à 62. Le 29 juin 1994, il de nouveau titulaire contre les Barbarians Australiens au Sydney Cricket Ground. Les Baa-Baas français s'imposent 29 à 20.
L'année 1995 marquera les débuts de « Casta » avec le XV de France, lors de la Coupe latine en Argentine.
Dans la foulée, « Jordy » (surnom que lui valait alors son visage facétieux) fait une entrée remarquée dans le Tournoi des cinq nations lors du France-Angleterre ; alors que Thierry Lacroix et Paul Grayson mènent un duel à distance à coups de drop-goals, le jeune Castaignède inscrit à l'ultime minute le drop de la victoire, la veille de ses 21 ans. Il décroche ensuite en 1996 la première Coupe d'Europe de rugby, au terme d'un match qu'il marque avec un essai et un drop, face aux Gallois de Cardiff portés par leur public de l'Arms Park.
Après avoir réalisé un quadruplé historique avec Toulouse dans le championnat de France, il rejoint Castres en 1997 avec l'assurance de jouer demi d'ouverture. Il joua avec le CO 3 quarts-de-finale en 1998, 1999 et 2000 contre Perpignan, Clermont et Colomiers ainsi qu'une finale de Bouclier en 2000 contre Pau et accomplit lors du Tournoi de 1998 un match mémorable face au pays de Galles à Wembley ; sa prestation fera dire à Jean-Michel Aguirre : « Je n'ai jamais vu un numéro 10 produire un jeu aussi long, aussi permanent et qui l'emmenait aussi loin. » Il remporte son second Grand chelem consécutif.
Annoncé comme la star de la Coupe du monde 99, il se blesse à la cuisse à l'entraînement après le premier match de l'équipe de France et rate la suite de la compétition.

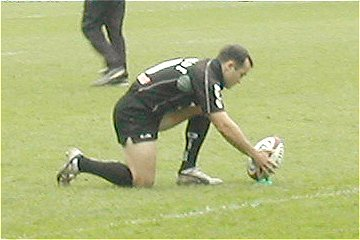
Thomas Castaignède sous le maillot des Saracens, en 2005.

Thomas Castaignède quitte la France en 2000, après deux saisons sans résultats avec son club et l'équipe nationale, pour rejoindre la « dream team » du club londonien des Saracens. Mais quelques mois après son départ en Angleterre, il se blesse gravement lors de l'échauffement du match France-Australie de novembre 2000. Sa blessure, rupture du tendon d'Achille, le tient éloigné des terrains durant vingt mois. Un mois plus tard, il est rappelé en équipe de France.
Malheureusement pour lui, le sélectionneur Bernard Laporte lui préfère Brian Liebenberg pour figurer dans le groupe lors de la coupe du monde 2003.
Bernard Laporte lui donne une nouvelle chance avec le XV de France lors des matchs de la tournée d'automne 2005 dont le match France-Australie du 5 novembre 2005 et contre l'Afrique du Sud le 26 novembre 2005. Il participe d'ailleurs au tournoi des Six Nations 2006. Au cours de la tournée d'été 2006, il joue cette fois-ci au poste de demi d'ouverture et est le deuxième buteur de l'équipe.
Malgré des contacts avec Toulouse, Castres ou le Racing club de France, Castaignède choisit de raccrocher les crampons à l'issue de la saison 2006-2007. Après l'élimination des Saracens en demi-finales du Challenge européen et du Championnat d'Angleterre, il fait de la Coupe du monde 2007 l'objectif de sa fin de carrière. Mais, évincé de la liste des joueurs retenus pour la Coupe du monde, Thomas Castaignède met un terme à sa carrière.

### Retraite sportive
Thomas Castaignède s'est reconverti dans la finance depuis 2006. Il est consultant pour Santander, puis pour la Société générale. Il est notamment courtier en « swaps euros » à la City chez le courtier Tullett Prebon.
Il reste aussi en contact avec le monde du rugby en étant consultant de la chaîne de télévision française Canal+ de 2007 à 2014 et chroniqueur pour le journal anglais The Guardian.
Depuis le 5 janvier 2015, il travaille comme associé dans l'agence d'assurance Axa de la ville d'Anglet. Il est associé à Philippe Tayeb, ancien joueur du FC Lourdes et président de l'Aviron bayonnais depuis 2018.
En décembre 2015, il fait partie de la cellule technique du XV de France, formée conjointement par les présidents de la FFR et de la LNR à la suite de l'échec de l'équipe de France à la Coupe du monde 2015, afin de présenter des propositions visant à améliorer sa compétitivité. En avril 2016, la cellule rend aux présidents Pierre Camou et Paul Goze un rapport où figurent quinze propositions,.
En 2017, il intègre le directoire du Stade toulousain au côté de Philippe Jougla et du nouveau président du club Didier Lacroix. Il quitte la direction du club quatre ans plus tard en désaccord avec le président et se présente au comité directeur de la Ligue nationale de rugby en tant que personnalité qualifiée extérieure. Lors de l'assemblée générale du 8 juillet 2021, il est élu au sein du comité directeur, réélu le 13 mars 2025. En mars 2025, il est nommé vice-président chargé de l'international et de l'arbitrage.

## Statistiques en équipe nationale
Il a connu sa première sélection en équipe de France le 17 octobre 1995 contre l'équipe de Roumanie.
Il a participé aux tournées en Argentine en 1996, 1998 et 2003, en Australie en 1997 et en Nouvelle-Zélande en 1999, 2003 et 2007.
- 54 sélections en équipe de France de 1995 à 2007
- 252 points (18 essais, 5 drops, 21 pénalités, 42 transformations)
- Sélections par année : 4 en 1995, 6 en 1996, 4 en 1997, 7 en 1998, 10 en 1999, 4 en 2000, 3 en 2002, 5 en 2003, 4 en 2005, 5 en 2006, 2 en 2007.

## Palmarès

### En club
- Stade toulousain
  - Vainqueur de la Coupe Frantz-Reichel en 1994 et 1995
  - Vainqueur du Championnat de France en 1994, 1995, 1996, 1997
  - Vainqueur du Challenge Yves du Manoir en 1995
  - Vainqueur de la Coupe d'Europe en 1996

- Castres olympique
  - Finaliste Bouclier européen en 2000

### En équipe nationale
- Vainqueur du Tournoi des Cinq ou Six Nations en 1997 (Grand Chelem), 1998 (Grand Chelem) et 2006
- Vainqueur de la Coupe latine en 1995 et 1997

#### Tournoi des Cinq/Six Nations
| Édition           | Rang | Résultats France | Résultats Castaignède | Matchs Castaignède |
| ----------------- | ---- | ---------------- | --------------------- | ------------------ |
| Cinq Nations 1996 | 3    | 2 v, 0 n, 2 d    | 2 v, 0 n, 2 d         | 4/4                |
| Cinq Nations 1997 | 1    | 4 v, 0 n, 0 d    | 1 v, 0 n, 0 d         | 1/4                |
| Cinq Nations 1998 | 1    | 4 v, 0 n, 0 d    | 4 v, 0 n, 0 d         | 4/4                |
| Cinq Nations 1999 | 5    | 1 v, 0 n, 3 d    | 1 v, 0 n, 3 d         | 4/4                |
| Six Nations 2000  | 2    | 3 v, 0 n, 2 d    | 3 v, 0 n, 1 d         | 4/5                |
| Six Nations 2003  | 3    | 3 v, 0 n, 2 d    | 3 v, 0 n, 1 d         | 4/5                |
| Six Nations 2006  | 1    | 4 v, 0 n, 1 d    | 3 v, 0 n, 0 d         | 3/5                |

Légende : v = victoire ; n = match nul ; d = défaite ; la ligne est en gras quand il y a Grand Chelem.

#### Coupe du monde
- 1999 : 1 sélection (Canada) en raison d'une blessure à l'entraînement qui le prive du reste de la compétition

| Édition          | Rang      | Résultats France | Résultats Castaignède | Matchs Castaignède |
| ---------------- | --------- | ---------------- | --------------------- | ------------------ |
| Royaume-Uni 1999 | Finaliste | 5 v, 0 n, 1 d    | 1 v, 0 n, 0 d         | 1/6                |

Légende : v = victoire ; n = match nul ; d = défaite.